# 心霊治療
心霊治療（しんれいちりょう）は、超常現象の一つで、通常の医療行為によらない病気治療のうち、霊的な力によるものとされる行為の総称である。
心霊治療とされる行為には、消毒や麻酔なしで患部を体外へ摘出する心霊手術がよく知られており、ほかにも、病気の原因を霊とみなして除霊を行なうことによる治療、治療者が霊的なエネルギーを直接患者に与えることによる治療、霊との交信による病気の診断や処方などがある。
心霊治療を行なったとされる著名な人物には、超能力によって病気の診断を行ったとされるエドガー・ケイシー、末期癌など多くの難病を治癒したとされるハリー・エドワーズ、ブラジルの心霊治療師とされるホセ・アリゴーらがいる。新約聖書でも、マタイによる福音書、ルカによる福音書、使徒行伝などにイエス・キリストが病人を癒した奇跡が記述されており、これらを心霊治療と解釈する向きもある。ほかにもフィリピン、メキシコ、タイなどで心霊手術が行われている。フィリピンのルソン島の聖地バナハオ山には約百人の心霊治療師がおり、マッサージ、祈祷、薬草などによる心霊治療が盛んに行われており、全国から患者が押し寄せているという。
ただし、こうした治療行為はメカニズムが解明されておらず、一般的には常軌を逸した医療行為と見なされ、多くの国で受け入れられているわけではない。心霊治療に見せかけたトリックによる詐欺行為も横行しており、心霊治療を盲信するあまり適切な医療行為を受けずに却って病状を悪化させるという問題も指摘されている。